# ヴィルヘルム・ローゼ

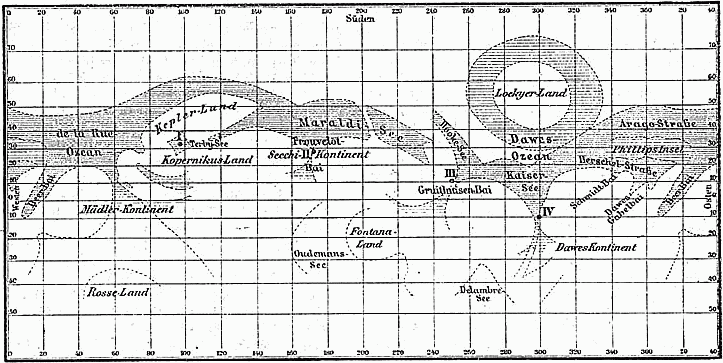
ヴィルヘルム・ローゼ

ヴィルヘルム・オスヴァルト・ローゼ（Wilhelm Oswald Lohse, 1845年2月13日 - 1915年5月14日）は、ドイツの天文学者。
ライプツィヒに職人の息子として生まれた。ドレスデン工科大学、ライプツィヒ大学で学んだ。1870年にボートカンプ (Bothkamp) の私設天文台で、ヘルマン・カール・フォーゲルの助手となり、天体の分光観測と、写真観測を行った。
1874年にフォーゲルとともにポツダム天体物理天文台に移り、主任観測員となった。火星と木星の写真を撮り火星の地図を作成した。1909年に連星の研究を発表し、その後、恒星の分光学研究を行った。1915年にポツダムで没した。
月のクレーター、火星のクレーターにローゼの名が命名された。